# Папужник лусонський
Папу́жник лусонський (Erythrura viridifacies) — вид горобцеподібних птахів родини астрильдових (Estrildidae). Ендемік Філіппін.

## Опис
Довжина птаха становить 12-13 см, враховуючи довгий хвіст. Самці мають переважно яскраво-зелене забарвлення, нижня частина тіла дещо світліша, махові пера мають чорнуваті краї, хвіст видовжений, червоний. У самиьц нижня частина живота і гузка охристо-коричневі, хвіст коротший.

## Поширення і екологія
Лусонські папужники мешкають на островах Лусон, Негрос, Панай і Себу. Вони живуть в лісах і фрагментарних лісових масивах, на узліссях, в деградованих лісах і саванах. Часто зустрічаються в гірських тропічних лісах і бамбукових заростях на висоті понад 1000 м над рівнем моря, однак трапляються і на рівнинах. Ведуть частково кочовий спосіб життя. Зустрічаються поодинці, парами або невеликими зграйками до 10 птахів. Живляться насінням бамбука і казуарини, а також інших рослин, плодами, ягодами, іноді також дрібними літаючими комахами.

## Збереження
МСОП класифікує цей вид як вразливий. За оцінками дослідників, популяція лусонських папужників становить від 6 до 15 тисяч дорослих птахів. Їм загрожує знищення природного середовища.